# カキ・ブキッ
カキ・ブキッ (ジャウィ語: كاكي بوكيت; )はマレーシア、プルリス州の小さな町。人口は推計3,000人ほど。カキ・ブキッはプルリス州の州都、カンガーから26キロ北に位置し、タイとマレーシアの国境、パダン・ブサーから数マイル離れている。
カキ・ブキッにおいて目を引く場所には、グア・クラムがある。グア・クラムは非常に長い時間をかけ、石灰岩の山塊から伏流水によって形成された。また、カキ・ブキッはイギリス植民地時代から1970年代まで、ワン・タンガ渓谷から錫石を輸送する道でもあった。
加えて、カキ・ブキッはまた、カヤ・パフ、カヤ・パオ、さまざまな種類の包子、糯米鶏(豚肉と鶏肉を、もち米と混ぜたもの)やさまざまな地元のデザートなどの郷土料理でも有名である。